# معاملة المثليين في كرواتيا
يواجه الأشخاص من المثليين والمثليات ومزدوجي التوجه الجنسي والمتحولين جنسياً (اختصاراً: LGBT) في كرواتيا تحديات قانونية لا يواجهها غيرهم من المغايرين جنسيا. وقع تجريم المثلية الجنسية للمرة الأولى في التاريخ الكرواتي في عام 1951 عندما كانت كرواتيا إحدى الجمهوريات المكونة لجمهورية يوغوسلافيا الاشتراكية الاتحادية. تم تشريع النشاط الجنسي المثلي بين الذكور وبين الإناث في عام 1977، بإدخال قانون العقوبات الخاص بكرواتيا. تمت المساواة في السن القانونية في عام 1998.
تم الاعتراف قانونيا بالعلاقات المثلية في عام 2003 بموجب قانون المساكنة غير المسجلة. ونتيجة لاستفتاء عام 2013، يعرّف الدستور الكرواتي الزواج بأنه اتحاد بين امرأة ورجل فقط، ما يحظر زواج المثليين. ومع ذلك، فمنذ تطبيق قانون شراكة الحياة في عام 2014، تمتع الشركاء المثليون بحقوق مساوية للأزواج المغايرين في كل شيء باستثناء حقوق التبني. ومع ذلك، فإن التشريع المنفصل يوفر للشركاء المثليين آلية مماثلة لتبني الأطفال من الدرجة الأولى تسمى «تربية طفل الشريك». تحظر كرواتيا جميع أشكال التمييز على أساس التوجه الجنسي والهوية الجندرية والتعبير عنها.
عموماً، تعتبر أحزاب اليسار والوسط والخضر المؤيدين الرئيسيين لحقوق المثليين، بينما تعتبر الأحزاب والحركات اليمينية ويمين الوسط القريبة من الكنيسة الكاثوليكية الرومانية معارضة لتوسيع وتشريع حقوقهم. في عام 2015، صنفت المؤسسة الدولية للمثليين والمثليات ومزدوجي التوجه الجنسي والمتحولين جنسيا وثنائيي الجنس كرواتيا في المرتبة ال5 من حيث حقوق المثليين من أصل 49 بلداً أوروبياً تمت تصنيفه، مما يمثل تحسناً مقارنة بمركز ال12 في السنة التي قبلها. كرواتيا من بين 11 دولة عضو تشكل «المجموعة الأساسية لحقوق المثليين» في الأمم المتحدة لإنهاء العنف والتمييز ضد مجتمع المثليين.

## تاريخ المثليين في كرواتيا

### عصر ما قبل الشيوعية وعصر الشيوعية
لا يوجد سجل تاريخي في كيف كان ينظر للمثلية الجنسية في مملكة كرواتيا التي كانت موجودة بين عامي 925 و 1102، وبعد ذلك دخلت كرواتيا في اتحادًا مع مملكة المجر. لم يحدد قانون العقوبات الذي أُنشئ في 27 أيار/مايو 1852 في مملكة هابسبورغ في كرواتيا (وهو أول قانون عقوبات باللغة الكرواتية الحديثة) المثلية الجنسية كجريمة. اقترح مشروع قانون العقوبات الجديد لعام 1879 الخاص بمملكة كرواتيا-سلافونيا أن يعاقب النشاط الجنسي المثلي بين الذكور بالسجن لمدة تصل إلى خمس سنوات، ولكن لم يتم تبني مشروع القانون رسمياً.

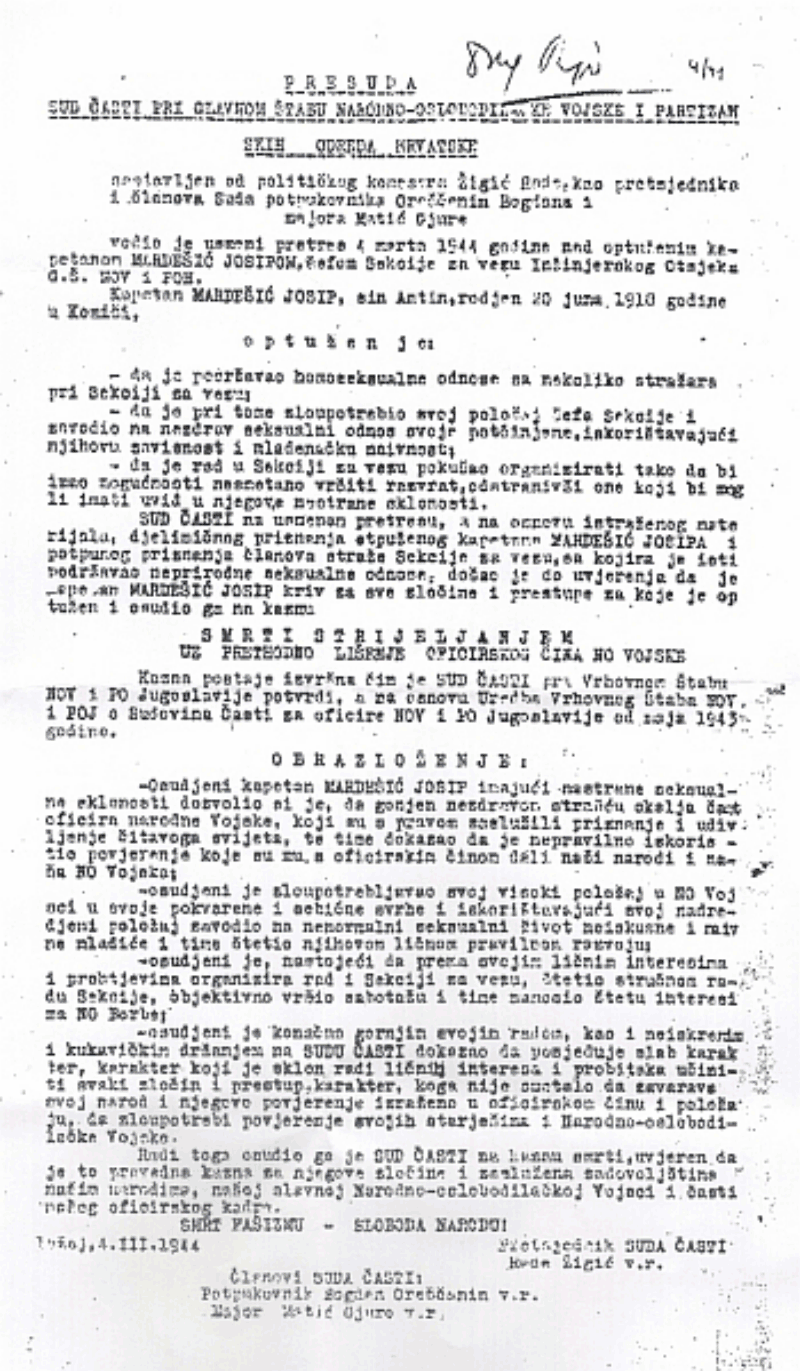
الحكم العسكري في عام 1944: إدانة القبطان الحزبي يوسيب مارديشيتش والحكم عليه بالإعدام بسبب مثليته الجنسية

خلال الحرب العالمية الثانية، وبينما كان المثليون جنسياً من بين ضحايا المحرقة في أوروبا، لم يكن هناك أي تشريع محدد من قبل النظام الفاشي الذي يحكم دولة كرواتيا المستقلة. ومع ذلك، أصدر الثوار اليوغوسلافيون الشيوعيون عدة أحكام بالإعدام خلال الحرب ضد النشطاء الذين تم الكشف عن مثليتهم الجنسية.
خلال الفترة التي كانت فيها كرواتيا جزءًا من جمهورية يوغوسلافيا الاشتراكية الاتحادية، كان النشاط الجنسي المثلي بين الذكور غير قانونية ويعاقب عليها بالسجن لمدة تصل إلى عامين بموجب قانون العقوبات في 9 مارس 1951. ومع ذلك، فإن قمع المثليين في يوغوسلافيا بدأ بشكل فعال بعد نهاية الحرب مباشرة. كما تم منع المثليين، الذين وصفهم الشيوعيون بـ «أعداء النظام»، من الانضمام إلى الحزب الشيوعي في يوغسلافيا.
تغير هذا الوضع عندما اكتسبت كرواتيا وغيرها من الجمهوريات سيطرة أكبر على تشريعاتها. أدت الإصلاحات الدستورية في يوغسلافيا في عام 1974 إلى إلغاء قانون العقوبات الفيدرالي، مما سمح لكل جمهورية بإقامة قانون خاص بها. وقد أنشأت جمهورية كرواتيا الاشتراكية قانون عقوباتها الخاصة بها في عام 1977، والذي ألغى تجريم النشاط الجنسي المثلي. أزالت الدائرة الطبية الكرواتية المثلية الجنسية من قائمتها للاضطرابات العقلية في عام 1973 - أي قبل أربع سنوات من إدخال قانون العقوبات الجديد، وقبل سبعة عشر عامًا من قيام منظمة الصحة العالمية بالشيء نفسه. على الرغم من أن كونها عضواً في يوغوسلافيا يعني أن كرواتيا كانت دولة اشتراكية، إلا أنها لم تكن تحت سيطرة الستار الحديدي، مما جعلها بلدا مفتوحا نسبيا يتأثر بالتغيرات الاجتماعية في العالم المتقدم.
جلبت الثمانينات من القرن الماضي مزيدًا من الحضور إلى المثليين. في عام 1985، أصبح طوني ماروسيفيتش أول شخص إعلامي مثلي بشكل علني، واستضاف لفترة وجيزة برنامجًا إذاعيًا على محطة إذاعة أوملادنسكي التي تعالج القضايا الاجتماعية والسياسية المهمشة. وكشف لاحقاً أنه قد طُلب منه في مناسبات عدة من قبل «اتحاد الشيوعيين الكروات» تشكيل جناح للمثليين من الحزب. تأسست أول جمعية للمثليات في كرواتيا، «مبادرة ليلا»، في عام 1989، لكنها لم تعد موجودة بعد عام.

### عصر ما بعد الشيوعية
جلبت التسعينيات تباطؤًا من حيث تقدم حقوق المثليين بشكل رئيسي كنتيجة لتفكك يوغوسلافيا التي أعقبتها حرب الاستقلال الكرواتية عندما انضم العديد من الأشخاص من مجتمع المثليين ممن شاركوا في العديد من المنظمات النسوية والسلام والخضر حينها للحملة المناهضة للحرب داخل كرواتيا. بعد استقلال كرواتيا، في عام 1992 تم تشكيل أول جمعية للدفاع عن المثليين تحت اسم LIGMA رسميا. استمر هذا فقط حتى عام 1997 حيث أثبت المناخ الاجتماعي والسياسي في ذلك الوقت أنه معادٍ للنهوض بحقوق المثليين. وكان أهم حدث حدث في التسعينات هو تحقيق المساواة في السن القانونية بالنسبة لجميع الأنشطة الجنسية في عام 1998 (سواء النشاط الجنسي المثلي أو النشاط الجنسي المغاير). ظل الوضع على ماهو حتى عام 2000 عندما تولت حكومة ائتلافية جديدة، والتي تتألف أساسا من أحزاب يسار الوسط بقيادة إيفيكا راتشان، السلطة من حزب الاتحاد الديمقراطي الكرواتي بعد حكمهم لمدة عشر سنوات. جلب الائتلاف الحكومي الجديد الانتباه إلى حقوق المثليين في كرواتيا مع إدخال قانون مجتمع المثليين في عام 2003.
كانت فترة التسعينات نقطة تحول في تاريخ المثليين في كرواتيا بتشكيل العديد من منظمات المثليين (مع منظمة «لوري» (بالكرواتية: LORI) للمثليات التي تتخذ من مدينة رييكا مقرا لها في عام 2000 وإيسكوراك (بالكرواتية: ISKORAK) في عام 2002 من بين الأوائل)؛ تشريع المساكنة غير المسجلة؛ حظر جميع أشكال التمييز ضد مجتمع المثليين (بما في ذلك حظر جرائم الكراهية القائمة على أساس التوجه الجنسي والهوية الجندرية)؛ وأول حدث فخر المثليين في زغرب في عام 2002 حيث هاجمت مجموعة من المتطرفين عددا من المتظاهرين. على الرغم من ذلك، اجتذبت المسيرات في وقت لاحق آلاف المشاركين دون حوادث. وقد أظهر العديد من الأحزاب السياسية وكذلك الرؤساء الوطنيين الذين تم انتخابهم في العقد الأول من القرن الواحد والعشرين دعمًا عامًا لحقوق المثليين، مع مشاركة بعض السياسيين في فعاليات فخر زغرب بشكل منتظم.
في أوائل عام 2005، رفض البرلمان الكرواتي مشروع قانون الشراكات المسجلة المقدم من قبل النائبين شيمي لوتشن (عن الحزب الديمقراطي الاجتماعي الكرواتي) والمستقل إيفو باناك. دعت لوسيا تشيكش وهي عضوة في الاتحاد الديمقراطي الكرواتي الحاكم إلى إسقاط الاقتراح، لأن «الكون كله مغاير، من الذرة وأصغر الجسيمات، من الذبابة إلى الفيل». واعترض عضو آخر من أعضاء الحزب الديمقراطي الكرواتي على أساس أن «85% من السكان يعتبرون أنفسهم كاثوليكيين والكنيسة هي ضد المساواة بين المثليين جنسيا والمغايرين جنسيا». ومع ذلك، رفض المهنيون الطبيين، ووسائل الإعلام في المعارضة بشكل عام هذه التصريحات، مذكرة من أن جميع أعضاء البرلمان الكرواتي لديهم واجب التصويت وفقا للدستور الذي يحظر التمييز على أساس التوجه الجنسي.
في عام 2009، مرر حزب الاتحاد الديمقراطي الكرواتي الحاكم قانونًا مثيرًا للجدل يقيّد الوصول إلى التلقيح الصناعي فقط للأزواج الشركاء المغايرين الذين يمكن أن يثبتوا أنهم متساكنون مع بعض لمدة لا تقل عن ثلاث سنوات. في البداية حاول الاتحاد الديمقراطي الكرواتي تمرير قانون يقيد الوصول إلى التلقيح الاصطناعي فقط إلى المتزوجين، ولكن بسبب الضغط العام القوي قام الحزب بتعديل القانون المقترح للسماح بالوصول إلى التلقيح الصناعي للشركاء غير المتزوجين كذلك. ودعمت الكنيسة الكاثوليكية بقوة الاقتراح التشريعي الأول، بحجة أن الوصول إلى التلقيح الصناعي ينبغي أن يمنح فقط للمتزوجين. وبما أن الاتحاد الديمقراطي الكرواتي يعرف عن نفسه بكونه حزب ديمقراطيا مسيحيا، أشار وزير الصحة والرعاية الاجتماعية آنذاك، داركو ميلينوفيتش، إلى أن الحكومة أخذت موقف الكنيسة من الأمر بجدية.
في عام 2009، وجدت اللجنة الأوروبية للحقوق الاجتماعية العديد من التصريحات التمييزية في كتاب علم الأحياء الدورة الدراسية الإلزامية في المدارس الكرواتية. وقررت أن البيانات تنتهك التزامات كرواتيا بموجب الميثاق الاجتماعي الأوروبي.
تميزت أحداث عقد 2010 بحدث سنوي لمسيرة فخر المثليين ثانية في كرواتيا في مدينة سبليت، وثالثة في أوسييك، وعودة تحالف يسار الوسط في عام 2011 المتعاطف مع حقوق المثليين بعد حكم الثماني سنوات من قبل تحالف محافظ. كما قدمت الحكومة الكرواتية قانون شراكة الحياة الذي يجعل الشركاء المثليين متساووين مع الأزواج في كل شيء باستثناء حقوق التبني الكاملة. في نوفمبر 2010، ذكر التقرير المرحلي السنوي للمفوضية الأوروبية عن ترشح انضمام كرواتيا إلى الاتحاد الأوروبي أن عدد حوادث رهاب المثلية في كرواتيا يثير القلق، وأنه يجب بذل المزيد من الجهود في مكافحة جرائم الكراهية. أعرب البرلمان الأوروبي عن قرار في عام 2010 عبر عن «قلقه إزاء الكره الذي تتعرض له الأقليات الجنسية في كرواتيا، والذي ظهر مؤخراً من خلال الهجمات ضد المثليين المشاركين في مسيرة فخر زغرب للمثليين؛ ويحث السلطات الكرواتية على إدانة ومقاضاة الكراهية السياسية والعنف ضد أي أقلية؛ ويدعو الحكومة الكرواتية إلى تنفيذ قانون مكافحة التمييز وتطبيقه».
في ديسمبر 2011، أعلنت حكومة حزب «تحالف الشعب» المنتخبة حديثًا أن تحديث قانون التلقيح الاصطناعي سيكون إحدى أولوياتها الأولى. التغييرات المقترحة على القانون من شأنه السماح للنساء غير المتزوجات اللواتي حاولن العلاج دون جدوى، بالوصول إلى التلقيح الاصطناعي أيضا. كما اقترحت تغييرات أخرى تتعلق بتجميد الأجنة وتخصيب البويضات. أشارت الكنيسة الكاثوليكية على الفور إلى معارضتها العلنية لهذه التغييرات، مشيرة إلى أنها لم تشارك في المناقشات بقدر ما كانت ترغب في ذلك. بعد ذلك بدأت الكنيسة في تقديم التماس ضد التشريع، لكن وزير الصحة، رايكو أوستوتجيتش، أعلن أن القانون سيمضي قدمًا دون أي تنازلات. عندما سئل عن موقفه من وصول الشريكات المثليات إلى التلقيح الاصطناعي قال أستوجيتش: «المثليون مقبولون!»
في 13 يوليو 2012، دخل القانون الجديد حيز التنفيذ في تصويت 88 صوتا لصالحه مقابل 45 صوتًا ضده، وامتناع عضوين اثنين عن التصويت (88-54-2). أراد عدد من نواب حزب الشعب الكرواتي العضو في الائتلاف الحاكم أن يُدرجوا الشريكات المثليات في التغيير القانوني أيضاً، وأعربوا عن خيبة أملهم لأن التعديل لم يتم قبوله في نهاية المطاف. وبما أن القانون الجديد لم يسمح إلا للنساء اللواتي كن متزوجات أو عازبات أو عقيمات بالوصول إلى أطفال الأنابيب، فإن القانون استثنى الشريكات المثليات. ومع ذلك، بررت الحكومة الاستبعاد من خلال القول إن التغيير التشريعي كان يهدف فقط للتعامل مع قضية العقم.
في يوليو/تموز 2012، نظرت المحكمة البلدية في فراجدين في قضية تمييز ومضايقة على أساس التوجه الجنسي ضد أستاذ في كلية التنظيم والمعلوماتية في جامعة زغرب. وكانت هذه القضية هي أول تقرير عن التمييز على أساس التوجه الجنسي وفقا لقانون مكافحة التمييز. ووجدت المحكمة أنه كان هناك بالفعل تمييز ومضايقة ضد الضحية في مكان العمل، وحظرت الكلية من زيادة عرقلة التقدم المهني للضحية.
قادت مجموعة اللوبي التي أنشئت في عام 2013، «باسم العائلة»، الدعوة لتغيير الدستور الكرواتي بحيث لا يمكن تعريف الزواج إلا باعتباره اتحادا بين رجل وامرأة. ولعبت الكنيسة الكاثوليكية الرومانية دورا بارزا في هذه الحملة السياسية، أصدر الكاردينال يوسيب بوزانيتش من زغرب رسالة لتقرأ في الكنائس تذكر الناس بأن «الزواج هو الاتحاد الوحيد الذي يسمح بالإنجاب».
لاحقا، عقد استفتاء وطني في 1 ديسمبر 2013 حيث وافق الناخبون على التغيير. وانتقد فرانكو دوتا، الناشط في مجال حقوق المثليين، النتائج قائلاً إنها كانت تهدف إلى «إذلال السكان المثليين وضرب تقدم العقود الماضية». وقال ستيفن بارتوليكا، أحد أنصار الاستفتاء وأستاذ في الجامعة الكاثوليكية في كرواتيا، إن «التصويت كان محاولة لإظهار وجود معارضة قوية» ل «زواج المثليين وتبني المثليين للأطفال». كان رئيس الوزراء، زوران ميلانوفيتش، غير راضي أبدا عن عقد الاستفتاء، قائلا: «أعتقد أنه لم يجعل من أفضل أوأكثر ذكاء أو أجمل.»
في 1 مارس/آذار 2013، أعلن وزير العلوم والتربية والرياضة، جيلكو يوفانوفيتش، أن وزارته ستبدأ إجراءً لإزالة كل المحتوى المعادي للمثليين من الكتب المستخدمة في كل من المدارس الابتدائية والثانوية. أراد أن يستهدف بشكل خاص كتب التربية الدينية (التعليم الديني في المدارس الكرواتية هو مسار اختياري).
في 11 أيار/مايو 2012، أعلن ميلانوفيتش عن توسيع إضافي لحقوق الشركاء المثليين من خلال قانون جديد يحل محل قانون المساكنة غير المسجلة الحالي. وفي وقت لاحق، أقر البرلمان الكرواتي «قانون شراكة الحياة» في 15 يوليو 2014. وقد جعل هذا القانون الشركاء المثليين متساووين مع الأزواج المغايرين في كل شيء باستثناء حقوق التبني. أُنشئت مؤسسة شبيهة بتبني أحد الشريكين للطفل البيولوجي للشريك الآخر تسمى ب«تربية طفل الشريك» للتعامل مع رعاية الأطفال.

وفي آذار/مارس 2014، أُعلن أن كرواتيا قد منحت اللجوء للمرة الأولى لشخص اضطهد بسبب توجهه الجنسي - شاب من أوغندا كان قد فر من البلد نتيجة لقانون أوغندا لمكافحة المثلية الجنسية.
عقدت شراكة الحياة الأولى في كرواتيا في زغرب في 5 سبتمبر 2014 بين شريكين مثليين من الرجال. في غضون عام من تمرير القانون تم إجراء 80 شراكة حياة. بحلول نهاية عام 2016، ارتفع هذا الرقم إلى 174.
في شهر مايو 2016، نشر فخر زغرب أول دليل كرواتي للشركاء المثليين والأبوة والأمومة للمثليين وعائلاتهم باسم «لدينا عائلة!». وكان الغرض من هذا المنشور هو إعلام الشركاء المثليين الآباء من مجتمع المثليين ويحتوي على معلومات عن شراكة الحياة، وعن حقوق الشركاء المثليين وإمكانيات تخطيط الأبوة والأمومة المثليين في كرواتيا، وكذلك قصص الأبوة والأمومة الحقيقة المكتوبة على أساس تجربة الآباء المثليين الكروات. تم تمويل هذا المنشور من قبل الاتحاد الأوروبي وحكومة كرواتيا.
في كانون الأول/ديسمبر 2016، نشر علماء أنتونيا ماريشيتش ومارينا شتامبوك ومايا تاديتش فويتشيش وساندرا توليتش كتابًا بعنوان «أنا لست أما مثلية، أنا أم»، حيث عرضوا نتائج أبحاثهم حول موقع عائلات المثليين في كرواتيا، لأول مرة من هذا القبيل في البلاد. ويقدم نظرة ثاقبة لأنواع وخصائص المجتمعات الأسرية، ونوعية الأبوة والأمومة، والمناخ الأسري، ونوعية العلاقات، والتكيف النفسي الاجتماعي للأطفال، فضلا عن تجارب الوصم والتمييز والدعم في المجتمع الكرواتي المعاصر.
تقوم منظمة عائلات قوس قزح (بالكرواتية: Dugine obitelji) بجمع الأزواج والأفراد الذين لديهم أو يريد أن يكون لديهم أطفال. تم تنظيمها من قبل فخر زغرب في عام 2011 كمجموعة غير رسمية للدعم النفسي-الاجتماعي بقيادة أخصائيي علم النفس إسكرا بيجيتش وماتيا بوبوف. تم تسجيلها رسميا في وزارة الإدارة العامة في عام 2017. وفي عام 2018، جمعت حوالي 20 عائلة من المثليين مع الأطفال. في 18 يناير عام 2018، نشرت عائلات قوس قزح أول كتاب مصور يصور الشركاء المثليين مع أطفالهم في البلقان، تحت عنوان «عائلتي عائلة قوس قزح». ألّفه مايا جكفورك وإيفو شيغوتا، وصوّره بورنا نيكولا جيجلي. يصور هذا الكتاب صورًا مصغّرة من حياة طفلتَيْن آنا، ولديهما والدان، وصبي روكو، الذي لديه أمّان. كان الهدف من الكتاب هو تعزيز الاندماج الاجتماعي لأطفال الشركاء المثليين وتعزيز التسامح واحترام التنوع. وهو مخصص للأطفال في سن ما قبل المدرسة. طبعت الطبعة الأولى من 500 نسخة بدعم مالي من السفارة الفرنسية في كرواتيا ووزعت مجانا على المواطنين والمنظمات المهتمين. منذ توزيع الإصدار الأول بأكمله تقريبًا على الفور، بدأت المنظمة حملة تمويل جماعي مع نية لجمع الأموال لنشر 1000 نسخة مجانية جديدة باللغتين الكرواتية والإنجليزية، بالإضافة إلى 1000 نسخة من كتاب تلوين جديد. في أقل من 24 ساعة، تجاوزوا هدفين مستهدفين وحصلوا على أكثر من 7000 دولار من الهدف المبدئي البالغ 3000 دولار.

## قانونية النشاط الجنسي المثلي
تم تقنين النشاط الجنسي المثلي في عام 1977، وتحديد السن القانونية للنشاط الجنسي عند 18 للمثليين جنسيا و 14 للمغايرين جنسياً. تم بعد ذلك تعديل سن الموافقة في عام 1998 عندما تم تعيينه في 14 من قبل القانون الجنائي الكرواتي لكل شخص، ثم رفع إلى 15 لكل من المثليين والمغايرين جنسياً مع دخول قانون العقوبات الجديد في 1 يناير 2013. هناك إعفاء لهذه القاعدة إذا كان فارق السن بين الشركاء ثلاث سنوات أو أقل.

## الاعتراف القانوني بالعلاقات المثلية
تم الاعتراف قانونيا بالعلاقات المثلية منذ عام 2003، عندما تم إقرار قانون مجتمع المثليين. يمنح القانون الشركاء المثليين الذين يتسكانون لمدة ثلاث سنوات على الأقل حقوقًا مماثلة لتلك التي يتمتع بها الشركاء المغايرون المتساكنون غير المتزوجين من حيث الميراث والدعم المالي. ومع ذلك، لم يتم تضمين الحق في التبني، ولا أي حقوق أخرى مدرجة في قانون الأسرة - بدلا من ذلك تم إنشاء تشريع منفصل للتعامل مع هذه النقطة. وبالإضافة إلى ذلك، لم يُسمح بتسجيل العلاقات المثلية رسمياً، أو المطالبة بحقوق إضافية من حيث الضرائب والممتلكات المشتركة والتأمين الصحي والمعاشات التقاعدية.
على الرغم من حظر زواج المثليين منذ الاستفتاء الدستوري لعام 2013، فقد قامت الحكومة الكرواتية الثانية عشرة بإدخال قانون شراكة الحياة في عام 2014، والذي منح الشركاء المثليين نفس الحقوق والواجبات للأزواج المغايرين، باستثناء القدرة على تبني الأطفال.
للدخول في شراكة الحياة، هناك العديد من الشروط التي يجب الوفاء بها:
- يجب أن يكون كلا الشريكين من نفس الجنس،
- يجب أن يكون عمر كلا الشريكين 18 عامًا على الأقل،
- يجب على كلا الشريكين الموافقة على تكوين شراكة.

وعلاوة على ذلك، يتم تشكيل شراكة حياة غير رسمية إذا كان اثنان من الشركاء في علاقة مستمرة لمدة ثلاث سنوات أو أكثر. هذا النوع من العلاقات بين الأشخاص يمنح نفس الحقوق التي توفرها الشراكة المنزلية للشركاء المغايرين غير المتزوجين.

## التبني وتنظيم الأسرة
تبني المثليين المشترك للأطفال في كرواتيا غير قانوني. ومع ذلك، قد يصبح شريك الحياة شريكًا وصيًا على طفل شريك حياته. يسمح لشخص واحد بغض النظر عن التوجه الجنسي بالتبني.
قانون التخصيب بالمساعدة الطبية (بالكرواتية: Zakon o medicinski pomognutoj oplodnji) يحد من الوصول إلى التلقيح الاصطناعي للأزواج المغايرين والنساء غير المتزوجات اللواتي حاولن دون علاج ناجح التداوي من العقم، مما يستثني الشريكات المثليات. على العكس من ذلك، تمنح المادة 68 من «قانون شراكة الحياة» الحقوق نفسها (والالتزامات) للأزواج المغايرين المتزوجين فيما يتعلق بالتأمين الصحي والرعاية الصحية، وتحظر «المعاملة السلبية لشراكات الحياة» في نفس المجالات.

### الوصاية على طفل الشريك والمسؤوليات الأبوية
يمكن لشريك الحياة الذي لا يكون والدًا بيولوجيًا لطفل أو طفلة شريكه أن يكسب مسؤوليات أبوية على أساس مؤقت أو دائم. كجزء من «شراكة الحياة»، يمكن لأولياء الأمور أو أولياء أمور الطفل مؤقتًا تكليف شريك حياته (الذي هو ليس الوالد البيولوجي) بحقوق الوالد. إذا استمرت هذه الحقوق لأكثر من 30 يومًا، فيجب أن يكون القرار معتمدًا من كاتب العدل. في ظل هذا الوضع، في حين أن حقوق الوالدين تستمر، يجب على الوالد/الوالدين وشريك الحياة أن يتفقا بشكل جماعي على القرارات المهمة لرفاه الطفل. في حالة حل شراكة الحياة، يمكن للشريك غير البيولوجي الحفاظ على علاقة شخصية مع الطفل بشرط أن تقرر المحكمة أنه في مصلحة الطفل.
«الوصاية على طفل الشريك» هي آلية تم إنشاؤها بموجب قانون شراكة الحياة التي تمكّن شريك الحياة الذي ليس والدًا بيولوجيًا من الحصول على حقوق أبوية دائمة، وهو بذلك يشبه تبني أحد الشريكين للطفل البيولوجي للشريك الآخر. قد تستمر هذه العلاقة بين شريك الحياة غير البيولوجي والطفل إذا مات الوالد/ الشريك (بشرط وفاة الوالد ابيولوجي)، أو اعتبر غير معروف، أو فقد مسؤولياته الأبوية بسبب إساءة معاملة الأطفال. ومع ذلك، يمكن أن يطلب شريك الحياة غير البيولوجي أيضًا إقامة الوصاية على طفل الشريك بينما يكون الشريك الأصل على قيد الحياة بشرط اعتبار الوالد الآخر غير معروف أو فقد المسؤوليات الأبوية بسبب إساءة معاملة الأطفال.
يتلقى الوصي على طفل الشريك المسؤولية الأبوية الكاملة كما هو الحال مع تبني أحد الشريكين للطفل البيولوجي للشريك الآخر، ويتم تسجيله في شهادة ميلاد الطفل بصفته ولي أمره. الوصاية على طفل الشريك هي علاقة دائمة بين الأقرباء مع جميع الحقوق والمسؤوليات والمكانة القانونية كالأب والطفل. تم الإبلاغ عن أول حالة للوصاية على طفل الشريك في يوليو 2015.

## الهوية الجندرية والتعبير عنها
يعتبر التحول الجنسي قانونيًا في كرواتيا، وقد يتم تعديل شهادات الميلاد قانونيًا للاعتراف بذلك. حتى يونيو 2013، كان يجب أن يتم ذكر تغيير الجنس في شهادة ميلاد الفرد. ومع ذلك، في 29 مايو 2012 أعلن أن الحكومة ستتخذ خطوات إضافية لحماية الأشخاص المتحولين جنسيا. وبموجب القواعد الجديدة، لم يعد يلزم إجراء جراحة إعادة تحديد الجنس على شهادة ميلاد الشخص، وبالتالي ضمان أن تظل هذه المعلومات خاصة. هذا هو الحال أيضا بالنسبة للأشخاص الذين لم يخضعوا رسميا لجراحة إعادة تحديد الجنس، ولكن مع ذلك قاموا بالعلاج بالهرمونات البديلة. اقترح «ائتلاف الشعب» التغيير في القانون بينما كانوا في المعارضة في عام 2010، ولكن تم رفضه رفضًا قاطعًا من قبل الحزب الديمقراطي الكرواتي الحاكم ذو التوجه اليميني في ذلك الوقت. دخل القانون الجديد حيز التنفيذ في 29 يونيو 2013.

## الحماية من التمييز

خريطة كرواتيا مع علم فخر المثليين

يتضمن قانون مكافحة التمييز 2008 التوجه الجنسي، الهوية الجندرية والتعبير عنها في قائمة الفئات المحمية ضد التمييز عندما يتعلق الأمر بالحصول على الخدمات سواء العامة والخاصة، أو للوصول إلى المؤسسات التي تخدم العموم.
أدرجت في هذه التشريعات المختلفة منذ عام 2003 توجيهات أخرى مناهضة للتمييز تحظر التمييز على أساس الهوية الجندرية والتعبير عنها و/أو التوجه الجنسي:
- قانون العقوبات (يشمل تشريعات جريمة الكراهية و «التمييز العنصري وغيره من أشكال التمييز»)؛
- قانون المساواة بين الجنسين؛
- قانون الإجراءات الجنائية؛
- قانون العلوم والدراسات العليا.
- قانون الإعلام
- قانون الإعلام الإلكتروني (مكافحة التمييز القائم على التوجه الجنسي والهوية الجندرية والتعبير عنها)؛
- قانون شراكة الحياة
- قانون العمل
- قانون الرياضة
- قانون اللجو ؛
- قانون التطوع (مناهضة التمييز على أساس التوجه الجنسي والهوية الجندرية والتعبير عنها).

### تشريعات جرائم الكراهية
منذ عام 2006، صدر في البلاد تشريع بشأن جرائم الكراهية يشمل التوجه الجنسي. تم تطبيق القانون لأول مرة في عام 2007، عندما أدين رجل هاجم بعنف مسيرة الفخر في زغرب باستخدام زجاجات المولوتوف وحكم عليه بالسجن لمدة 14 شهرًا. في 1 يناير 2013 تم إدخال قانون العقوبات الجديد مع الاعتراف بجريمة الكراهية على أساس الهوية الجندرية.

### التعاون مع الشرطة
تتعاون جمعيات المثليين مثل «زغرب برايد» و«إسكوراك» و«كونترا» مع الشرطة منذ عام 2006 عندما اعترفت كرواتيا لأول مرة بجرائم الكراهية على أساس التوجه الجنسي. ونتيجة لهذا التعاون، شملت الشرطة التثقيف بشأن جرائم الكراهية ضد المثليات والمثليين ومزدوجي التوجه الجنسي والمتحولين جنسيا في مناهج التدريب الخاصة بهم في عام 2013. وفي نيسان/أبريل من العام نفسه، أطلق وزير الداخلية، رانكو أوستوجيتش، مع مسؤولين من وزارته حملة وطنية إلى جانب إيسوكراك وكونترا لتشجيع الأفراد من مجتمع المثليين للإبلاغ عن جرائم الكراهية. شملت الحملة لوحات إعلانات ضوئية في أربع مدن (زغرب، سبليت، بولا، وأوسييك)، وتوزيع منشورات على المواطنين في تلك المدن الأربع، وتوزيع منشورات داخل مراكز الشرطة في جميع أنحاء البلاد.

## التبرع بالدم
وفقا للوائح من المعهد الكرواتي لعمليات نقل الدم (بالكرواتية: Hrvatski zavod za transfuzijsku medicinu) يتم حظر الرجال الذين مارسوا الجنس مع رجال آخرين من التبرع بالدم.

## الخدمة العسكرية
لا يُمنع الأشخاص المثليين من المشاركة في الخدمة العسكرية. لا يوجد لدى وزارة الدفاع قواعد داخلية تتعلق بالأشخاص المثليين والمثليين ومزدوجي التوجه الجنسي والمتحولين، ولكنها تتبع النظام على مستوى الدولة الذي يحظر صراحة التمييز على أساس التوجه الجنسي. وقد أشارت بعض التقارير الإعلامية إلى أن معظم الرجال المثليين الذين يخدمون في الجيش يقررون بشكل عام الإبقاء على توجههم الجنسي سريا، ولكن هناك تقارير تشير إلى أن القوات المسلحة الكرواتية تأخذ التمييز على محمل الجد ولن تتسامح مع رهاب المثلية بين أفرادها.

### حالات التمييز
وحالة التمييز الوحيدة المعروفة في الجيش الكرواتي هي حالة تجنيد ألين بيتريتش عام 1998 من رييكا. في يوليو/تموز 1998، أجاب بيتريتش على مذكرته في الاستدعاء وأبلغ إلى الثكنات في بولا حيث أخبر ضابطه الكبير في محادثة خاصة أنه كان مثلي الجنس لكن المعلومات سرعان ما انتشرت عبر الثكنات التي أدت إلى تعرض بيتريتش لإساءة من زملائخ الجنود والضباط الآخرين. طلب بيتريتش مرارًا وتكرارًا أن يتم نقله إلى ثكنة أخرى ولكن لم تتم تلبية طلباته. في 22 يوليو، تم فصل بيتريتش من الجيش بسبب «اضطراب غير محدد للتفضيلات الجنسية» (رمز F65.9 من التصنيف الدولي للأمراض لعام 2012 التصنيف الدولي للأمراض - ICD-10 من الاضطرابات العقلية والسلوكية لمنظمة الصحة العالمية التي لم تذكر بالتحديد المثلية الجنسية كاضطراب نفسي). بعد فصل بيتريتش من الجيش، اكتشف والداه مثليته وطرداه من المنزل. ثم رفع بتريتش دعوى قضائية ضد وزارة الدفاع عن الأضرار، مستشهداً «بالسياسات التمييزية، والإفلات الرسمي من العقاب على الإساءات التي عاناها، والصدمة النفسية». وفي تشرين الأول/أكتوبر 1998، استدعت الوزارة بيتريتش مرة أخرى لكي يكمل خدمته العسكرية التي رفضها خوفا على حياته. بعد ذلك سعى بيتريتش إلى الحصول على حق اللجوء السياسي في كندا وحصل عليه.

## الرأي العام
ووجد الاستطلاع الاجتماعي الأوروبي لعام 2010 أن 38% من الكرواتيين يتفقون مع العبارة القائلة بأن «المثليين والمثليات يجب أن يكونوا أحرارًا في أن يعيشوا حياتهم كما يشاءون».
أظهر استطلاع للرأي أجري في يونيو 2011 أن 38.3% من المواطنين أيدوا إقامة مسيرات فخر المثليين، في حين ظل 53.5% معارضين. ومع ذلك، فإن أغلبية (51.3%) لم تكن تعتقد أنه من الصواب حظر مثل هذه الأحداث - في حين اعتقد 41.2% أنها يجب أن حظرها.
واقترح استطلاع للرأي في يونيو 2013 أن 55.3% من المشاركين في التصويت سيصوتون بنعم في استفتاء قادم لحظر زواج المثليين من الناحية الدستورية. مع 31.1% سيصوتون ب«لا». ومع ذلك، في هذه الحالة، قرر ما يقرب من 40% من السكان عدم المشاركة في الاستفتاء.
كشف استطلاع للرأي أجري في نوفمبر 2013 أن 59% من الكروات يعتقدون أن الزواج يجب تعريفه دستوريًا على أنه اتحاد بين رجل وامرأة، في حين أن 31% لا يتفقون مع الفكرة.
بعد إقرار قانون شراكة الحياة، ادعت المعارضة والجماعات المعارضة لحقوق المثليين أن العديد من المسجلين يرغبون في إعفاءهم من أداء شراكات الحياة في مكاتب المسجلين، وأن الأعمال الخاصة مثل بائعي الأزهار أو الخبازين أو مخططي حفلات الزفاف ستضطر إلى تقديم الخدمات للشركاء المثليين. ادعى نائب رئيس مكتب مدينة زغرب للإدارة العامة دراغيكا كوفاشيتش أنه لا توجد أية حالات لأمين السجل الذين يرغبون في إعفاءهم. يوجد 30 مسجِّلًا في مدينة زغرب من المسؤولين عن الزواج وشراكات الحياة، وفي اجتماع المسجلين لم يثير أحد اعتراضا. بالإضافة إلى ذلك، أُجريت دراسة استقصائية تم فيها الاتصال بالأعمال التجارية الخاصة عشوائياً، وسؤالهم عما إذا كانوا سيرفضون تقديم الخدمات للشركاء المثليين والمثليات. ذكرت كل الأعمال التي شملتها الدراسة أنها ستقدم خدماتها لهؤلاء الشركاء.
أظهر استطلاع صغير أجري على 1,000 شخص في عام 2014 أن 45.4% من المستطلعين يعارضون بشدة و 15.5% هم أساسا ضد تشريع زواج المثليين في كرواتيا. كان 10.1% يؤيدون بشدة، و 6.9% في الغالب لصالح، وكان 21.2% محايدين.
وجدت دراسة استقصائية أجريت خلال الحملة الرئاسية في ديسمبر 2014 من قبل صحيفة قائمة فيتشيرني أن 50.4% من الناس يعتقدون أن الرئيس المقبل يجب أن يدعم المستوى الحالي لحقوق المثليين في كرواتيا، في حين اعتقد 49.6% أنه/أنها لا ينبغي أن يدعمه ويزيده.
خلص تقرير يوروباروميتر للتمييز في الاتحاد الأوروبي في عام 2015 إلى ما يلي: 48% من الناس في كرواتيا يعتقدون أن الأشخاص المثليين والمثليات وثنائيي التوجه الجنسي يجب أن يتمتعوا بالحقوق نفسها التي يتمتع بها الأشخاص المغايرون جنسياً، ويعتقد 37% منهم أنه يجب السماح بالزواج من نفس الجنس في جميع أنحاء أوروبا.
عندما تم السؤال عن وجود شخص مثلي الجنس أو مثلية الجنش أو مزدوج/ة التزجه الجنسي في أعلى الموقف السياسي المنتخب كانت النتائج كما يلي: 40% من المستطلعين كانوا مرتاحين للفكرة، 13% مرتاحي نسبيا، 6% غير مبالين، 38% غير مرتاحين، و 3% أجابوا لا أدري. عندما سئل نفس السؤال عن المتحولين جنسيا أو المتحولين جنسيا كانت النتائج على النحو التالي: 33% كانوا مرتاحين للفكرة، 15% مرتاحين نسبيا، 40% غير مرتاحين، 6% غير مبالين، و 5% أجابوا لاأدري.
علاوة على ذلك، عندما سئلوا عن شعورهم إذا كان أحد زملائهم في العمل كانوا من المثليين أو المثليات أو مزدوجي التوجه الجنسي، كانت النتائج كما يلي: 48% من المستطلعين يشعرون بالارتياح تجاه الفكرة، و 11% مرتاحين بشكل معتدل، و 31% غير مرتاحين، و 5% غير مبالين، و 4% قالوا ذلك فيه نظر، و 1% لا أعرف. عندما يتعلق الأمر بالعمل مع المتحولين جنسيا كانت النتائج كما يلي: 44% شعروا بالارتياح للفكرة، 12% معتدل مريح، 31% غير مرتاحين، 6% كانوا غير مبالين، 3% قالوا ذلك فيه نظر' و 4% لا أعرف.
أن يكون المتحولين جنسيا قادرين على تغيير وثائقهم المدنية لمطابقة هويتهم الجندرية الداخلية كان مقبولاً إلى 44%، غير مقبول إلى 39%، و 17% لم يعرفوا.
وافق 64% من المشاركين على أن الدروس والمواد التعليمية يجب أن تتضمن معلومات حول التنوع من حيث التوجه الجنسي، و 63% يوافقون على تضمنها للهوية الجنسية.
في مايو/أيار 2016، نشرت المؤسسة الدولية للمثليين والمثليات ومزدوجي التوجه الجنسي والمتحولين جنسيا وثنائيي الجنس دراسة استقصائية حول المواقف تجاه الأشخاص المثليين والمثليات ومزدوجي التوجه الجنسي ومغايري الهوية الجنسية وتم إجراؤها في 53 عضواً من أعضاء الأمم المتحدة (12 منها كانت من الدول الأوروبية، بما في ذلك كرواتيا). عندما سئل عما إذا كانت يجب اعتبار المثلية الجنسية جريمة، فإن 68% من الناس في كرواتيا عارضوا ذلك بشدة (ثاني أعلى نسبة بعد هولندا حيث كان 70% من الناس لا يوافقون بشدة)، 4% لا يوافقون على شيء، و 19% كانوا محايدين، 4% متفقين إلى حد ما ، و 5% متفقين بشدة (أدنى نسبة من الناس الذين وافقوا بقوة بين الدول الأوروبية المدرجة في الدراسة). علاوة على ذلك، عندما سئلوا عما إذا كانوا سيهتمون بوجود جار من مجتمع المثليين، قال 75% من الناس أنهم لن يكون لديهم أي مانع، و 15% سيكونون غير مرتاحين إلى حد ما، و 10% غير مرتاحين للغاية.
يشير آخر استطلاع للرأي أجراه مركز بيو للأبحاث في مايو 2017 إلى أن 31% من الكرواتيين يؤيدون زواج المثليين، بينما يعارضه 64%. كان الدعم أعلى بين غير المتدينين (61%) منه بين الكاثوليك (29%). ويعتبر الناس الأصغر سناً أكثر احتمالا من الكبار في السن لتأييد زواج المثليين (33% مقابل 30%).

## ظروف المعيشة
العاصمة زغرب هي موطن لأكبر حضور للمثليين، بما في ذلك النوادي الليلية والحانات، بالإضافة إلى العديد من الأماكن الأخرى التي كثيرا ما يتم الإعلان عنها باعتبارها صديقة للمثليين. زغرب هي أيضا موطن لأول مركز للمثليين في كرواتيا، ومنظمة «كوير زغرب»، التي من بين العديد من الأنشطة الأخرى تعزز المساواة من خلال مهرجان زغرب الكويري، و«كوير مومنتي» (بالإنجليزية: Queer MoMenti)‏ (برنامج الفيلم الشهري المستمر مخصص لسينما مجتمع المثليين). افتتح مركز المثليين الثاني في كرواتيا رسميا في سبليت في 24 مايو 2014، والثالث في رييكا في 16 أكتوبر 2014. المدن الأخرى التي تستضيف حفلات المثليين، وهي موطن لأماكن المثليين مثل الحانات والنوادي والشواطئ هي رييكا، أوسييك، هفار ، راب ، روفين، دوبروفنيك، وغيرها.

### مسيرات فخر المثليين والمسيرات الأخرى

#### فخر زغرب

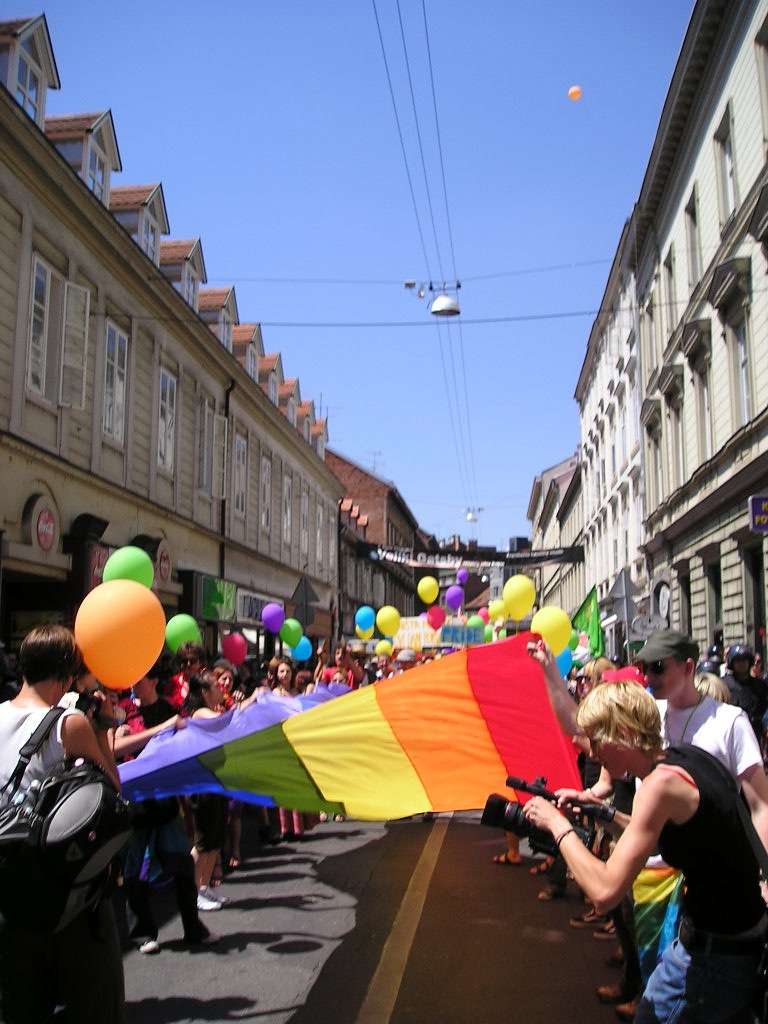
مسيرة فخر زغرب في عام 2007

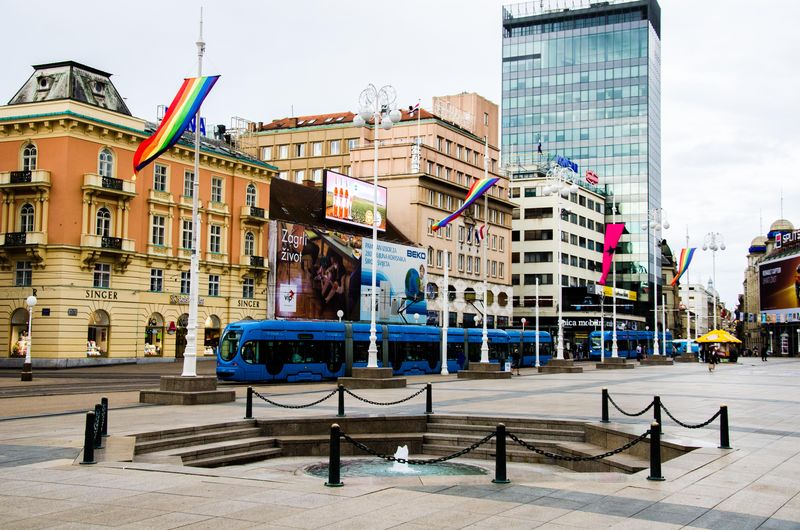
أعلام فخر المثليين في مسيرة فخر زغرب

وقعت أول مسيرة فخر في كرواتيا في 29 يونيو 2002 في العاصمة زغرب. يتزايد الدعم العام ويزداد عدد المشاركين بسرعة أيضًا سنة بعد أخرى، لكن المسيرات شهدت أيضًا معارضة عامة عنيفة. في عام 2006، كانت المسيرة ذات طابع إقليمي، تهدف إلى دعم أولئك القادمين من البلدان التي تمنع صراحة مثل هذه المظاهر من قبل السلطات. كان تجسيد عام 2011 أكبر مسيرة للفخر في كرواتيا في ذلك الوقت، وتمت دون أي حوادث عنيفة. وأفيد أيضا أن عدد رجال الشرطة الذين يوفرون الأمن في هذا الحدث كان أقل مما كان عليه الحال في السنوات السابقة. كان حدث 2013 أكبر حدث حتى الآن، حيث شارك فيه 15,000 مشارك.

#### فخر سبليت
حدث أول فخر للمثليين في سبليت في 11 حزيران/يونيو 2011. ومع ذلك، كانت المسيرة إشكالية لأن الأمن الرسمي لم يكن قويًا بما فيه الكفاية لمنع الحوادث الخطيرة، ونتيجة لذلك اضطرت الشرطة لمساعدة بعض الحاضرين من مجتمع المثليين للهروب إلى الأمان. واعتُقل عدة مئات من المتظاهرين المناهضين للمثليين، وتم إلغاء الحدث في نهاية المطاف. بعد وقت قصير من الحدث، أعربت بعض من وسائل الإعلام الوطنية عن دعمها للحاضرين من مجتمع المثليين، داعية الجميع إلى «مسيرة الفخر القادمة في زغرب». في 9 يونيو 2012، سار عدة مئات من المشاركين في رييكا، ثالث أكبر مدينة في كرواتيا. تم تنظيم المسيرة لدعم فخر سبليت. وكانت المحاولة الثانية لعقد حدث في عام 2012 أكثر نجاحًا، بعد تلقي الدعم العام من وسائل الإعلام الكرواتية والمشاهير الوطنيين والسياسيين. شارك خمسة وزراء من الحكومة وشخصيات عامة أخرى. في عام 2013، مضت المسيرة قدما دون حادث واحد، وكانت هذه هي المرة الأولى في كرواتيا التي يشارك فيها رئيس بلدية مدينة ما.

### فخر أوسييك
جرت مسيرة الفخر الأولى للمثليين في أوسييك في 6 أيلول/سبتمبر 2014. وقد تم تنظيمها من قبل جمعية أوسييك للمثليين: «ليبروس» (بالكرواتية: LiberOs). لم تكن هناك حوادث، وحضر أكثر من 300 شخص. حضر وزير الاقتصاد، وكذلك نشطاء مثليون من صربيا واليونان.

#### مسيرات أخرى

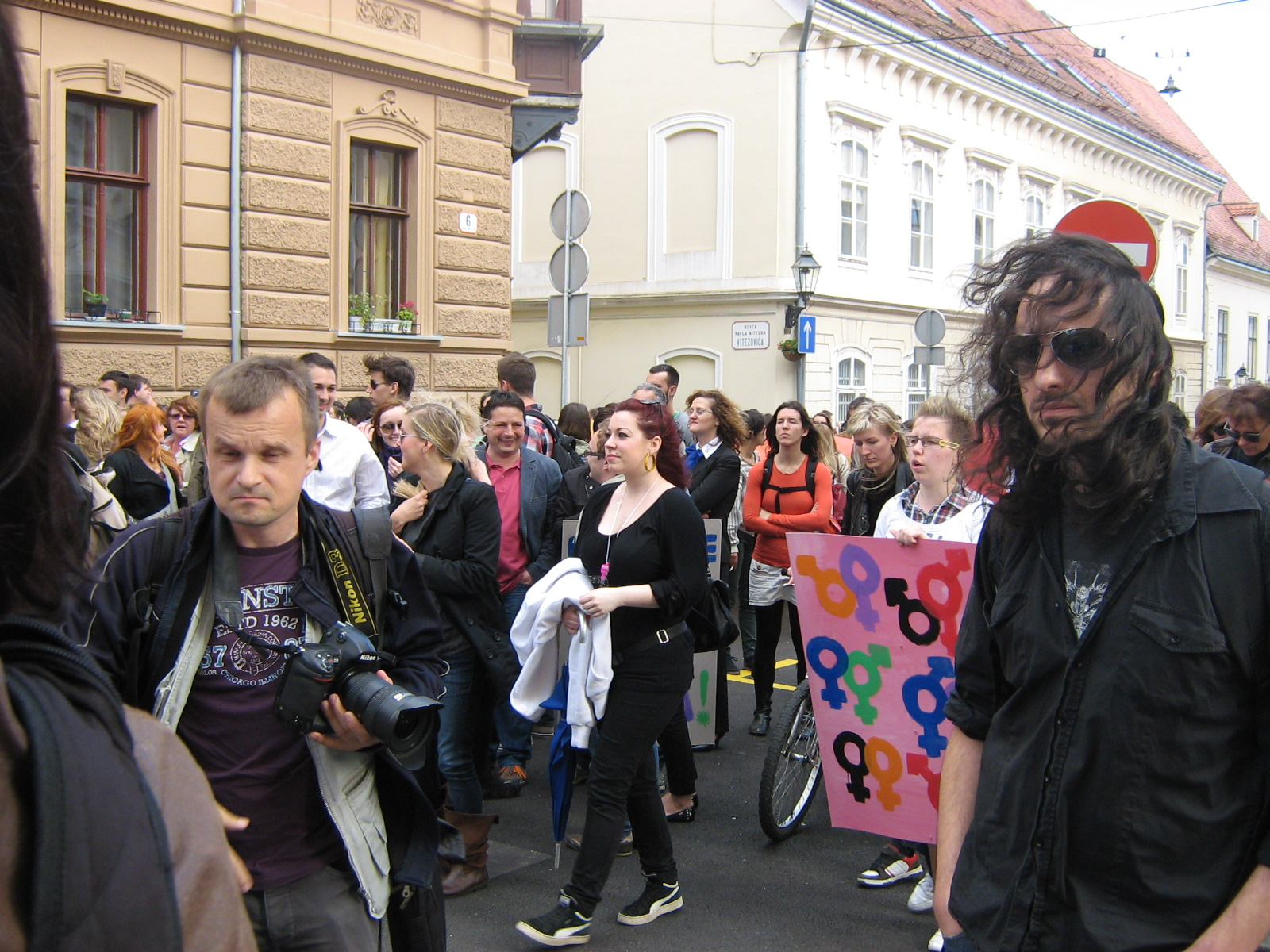
مسيرة داعمة للمساواة في الزواج في عام 2013

يوم 27 مايو عام 2013، سار نحو 1,500 من المشاركين في زغرب لدعم المساواة في الزواج (زواج المثليين) من حديقة منتزه زرينيفاك إلى ساحة القديس مارك، مقر الحكومة الكرواتية، البرلمان الكرواتي، والمحكمة الدستورية في كرواتيا. في 30 نوفمبر 2013، قبل يوم واحد من إجراء الاستفتاء، قام حوالي ألف شخص بمسيرة في مدينة زغرب دعماً للمساواة في الزواج. كما تم تنظيم مسيرات لدعمه في بولا وسبليت ورييكا، حيث تجمع مئات الأشخاص.

## السياسة

### مؤيدو حقوق المثليين

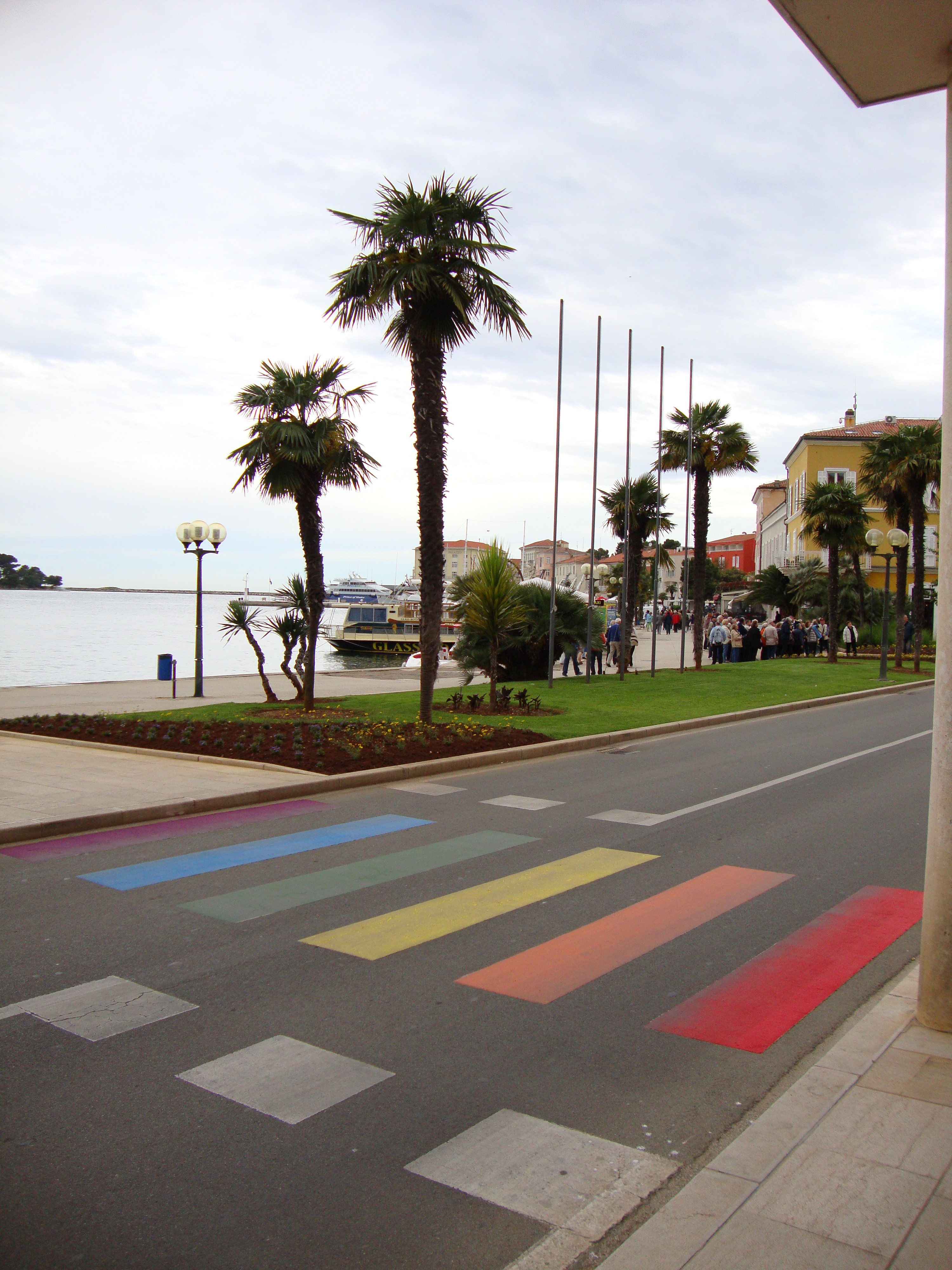
معبر للمشاة في ألوان قوس قزح ملون في مدينة بوريتش بمناسبة اليوم العالمي لمكافحة رهاب المثلية 2014.

أعطى الرئيس السابق الكرواتي، إيفو يوسيبوفيتش دعما قويا لحقوق المثليين الكاملة، جنبا إلى جنب مع العديد من المشاهير الآخرين والأحزاب السياسية لتيار يسار الوسط مثل الحزب الاجتماعي الديمقراطي الكرواتي، وحزب الشعب الكرواتي-الديمقراطيون الليبراليون، والحزب الاجتماعي اليبرالي الكرواتي، وحزب التنمية المستدامة الكرواتي، وحزب العمال الكرواتي. بعد انتخاب يوسيبوفيتش، اجتمع مع جمعيات المثليين عدة مرات. في 1 حزيران/يونيو 2012، نشر رسالة فيديو قدم الدعم فيها إلى فخر سبليت 2012 ودعمه للتوسع الإضافي في حقوق المثليين. كما أدان أعمال العنف في فخر سبليت 2011، واصفاً إياها بأنها غير مقبولة وداعيا أن لا يحصل هذا في «فخر سبليت». في أكتوبر 2013 في حفل استقبال في القصر الرئاسي، رحب بالسفير الفنلندي المعين حديثًا في كرواتيا وبشريك حياته.
تحظى فيزنا بوسيتش، وهي عضو في حزب الشعب الكرواتي-الديمقراطيون الليبراليون، بشعبية كبيرة في مجتمع المثليين الكرواتي. وقد نشطت في تحسين حقوق المثليين في حين أنها عضو في الحكومات المتعاقبة. تعتبر العضوة السابقة في الحزب الديمقراطي الاجتماعي الكرواتي، والرئيسة الحالية لحزب التنمية المستدامة الكرواتي والوزيرة السابقة للبيئة وحماية الطبيعة في حكومة حزب تحالف الشعب ميريلا هولي مؤيدة قوية منذ فترة طويلة لحقوق المثليين، وشاركت في كل مسيرات فخر المثليين حتى الآن.
آخرون من مؤيدي حقوق المثليين في كرواتيا وراده شيربيدجيا، إيغور زيديتش، سلافينكا دراكوليتش، فينكو بريشان، سيفيرينا كوجيتش، ناتاشا يانييتش، يوسيبا ليساتك، نيفينا رينديلي، شيمي لوتشن، إيفو باناك، فوريو رادين، دارينكو كوسور، إيفا بربيتش، جورجا أدليسيتش، دراغو بيلسل، ليديا بايوك ، ماريو كوفاتش، نينا فيوليتش، ديانا بليشتينا وهي أرملة رئيس الوزراء السابق إيفيكا راتشان، مايا فوتشيك، غوردانا لوكاتش-كوريتنيك، فرقة موسيقى البوب «إي أن آي» وغيرهم.
دامير خيرشاك، وهو عضو في حزب العمال، الذي أعلن عن توجهه الجنسي وشارك في نشاط حقوق المثليين لسنوات، هو أول سياسي مثلي الجنس بشكل علني يصبح مرشحا رسميا لأول انتخابات للبرلمان الأوروبي في كرواتيا، التي عقدت في أبريل/نيسان 2013. انتقد الحكومة الائتلافية الحالية لعدم قيامها بما يكفي لمجتمع الـمثليين ، وقال إن حزبه لن يقدم تنازلات، ويؤيد زواج المثليين.
كما أشار المحافظون مثل روجا توماشيتس إلى أن الشركاء المثليين يجب أن يتمتعوا ببعض الحقوق القانونية. وأشارت الرئيسة الكرواتية كوليندا غرابار كيتاروفيتش أنها في حين أنها ضد زواج المثليين لكنها تدعم «قانون شراكة الحياة» الذي أشادت به كحل وسط جيد. شملت أيضا الأقليات الجنسية في خطابها الافتتاحي، وقالت إنها ستدعم ابنها إذا كان مثلي الجنس. خلال الاستفتاء، صوتت رئيسة الوزراء السابق المحافظ، يادرانكا كوسور لصالح عرض القضية أمام المحكمة الدستورية، وضد التغيير الدستوري المقترح. كان هذا تغييرا عن موقفها السابق حول المثلية الجنسية وزواج المثليين حيث كانت معروفة بمعارضتها لتوسيع حقوق المثليين، وتم اختيارها ك«أكثر السياسيين المعادين للمثليين» في عام 2010 من قبل زوار موقع "Gay.hr" بعد أن ذكرت أن المثلية غير طبيعية، وأن زواج المثليين يجب ألا يكون قانونيًا أبدًا. كما أيدت قانون شراكة الحياة.
في 16 يونيو 2011، وقع 73 أساتذة وشركاء في كلية الحقوق في زغرب بياناً بادر به الأستاذ ميهايلو ديكا، عبروا فيه عن دعمهم الكامل لفخر زغرب 2011، ودعمهم للسلطات في منع ومعاقبة السلوك الذي يهدد المساواة والحقوق والحريات الأساسية للمواطنين الكرواتيين بفعالية ومسؤولية. كما أدانوا مثيري الشغب الذين هاجموا المشاركين في فخر سبليت 2011.

### معارضو حقوق المثليين
|                                                                 | |
| ملصق حملة يدعو إلى التصويت ب"لصالح" "كل طفل يحتاج إلى أم وأب!"" | ملصق حملة ينادي بالتصويت ب"ضد". إنهم يعتقدون أن الآباء الوحيدين هم بيئة غير طبيعية. لا تريد أن تكون التالي. صوت ب'ضد!" |

نتائج الاستفتاء حسب المقاطعة.

لايزال أكبر حزب محافظ في كرواتيا، الاتحاد الديمقراطي الكرواتي، يعارض حقوق المثليين. صوت أعضاء البرلمان عن الاتحاد الديمقراطي الكرواتي ضد القانون المقترح بشأن المساكنة غير المسجلة، وضد قانون شراكة الحياة. منذ استقلال كرواتيا، تمكن الحزب من تشكيل أغلبية في البرلمان الكرواتي بمفرده أو مع شركاء التحالف في 6 من أصل 8 انتخابات برلمانية (1992، 1995، 2003، 2007، 2015، 2016). ومع ذلك، قام الحزب بسن العديد من القوانين التي تحظر التمييز على أساس التوجه الجنسي والهوية الجندرية كجزء من عملية التفاوض قبل انضمام كرواتيا إلى الاتحاد الأوروبي. ويعارض التحالف الديمقراطي الكرواتي لسلافونيا وبرانيا، وهو حزب جهوي ويميني شعبوي تشكل في عام 2006 أيضا حقوق المثليين. خلال النقاش البرلماني حول قانون شراكة الحياة، أعلن دينكو بوريتش، وهو عضو البرلمان عن الحزب معارضته للقانون قائلا : «بالنسبة لنا ، كون الشخص مثليا غير مقبول!» وأضاف أيضا أن هذا هو الموقف الرسمي لحزبه من حقوق المثليين. ساند أعضاء البرلمان في الحزب استفتاء عام 2013 من خلال وجود كلمة لصالح على أجهزة الكمبيوتر المحمولة الخاصة بهم في البرلمان. وعلى النقيض من ذلك، أعرب رئيس التحالف الديمقراطي الكرواتي لسلافونيا وبارانيا، دراغان فولين عن دعمه للمساواة في الحقوق للشركاء المثليين في كل شيء ما عدا التبني خلال حملة الانتخابات البرلمانية لعام 2016.
أعربت روجا توماسيتش، زعيمة حزب المحافظين الكرواتي، عن معارضتها لزواج المثليين على أساس أن كرواتيا بلد أغلبية كاثوليكية، لكنها في الوقت نفسه عبرت عن دعمها لحصول الشركاء المثليين على حقوق متساوية مع الأزواج المغايرين في كل شيء ما عدا التبني. قال نائبها السابق عن «الحزب الكرواتي للحقوق الدكتور أنتي ستارشيفيتش»، بيرو كوفاشيفيتش، إن السياسي الكرواتي في القرن التاسع عشر أنتي ستارشيفيتش الذي سمي الحزب باسمه، لن يعارض حقوق المثليين، وكان سيدعم زواج المثليين. جاء ذلك ردا على جناح الشباب في الحزب بتنظيم احتجاج ضد المثليين. ونشرت المجموعة في وقت لاحق رسالة رسمية أعربت فيها عن غضبها لمعارضة كوفاشيفيتش للاحتجاج.
كما كانت الكنيسة الكاثوليكية الرومانية في كرواتيا من المعارضين المؤثرين والقويين لتمديد حقوق المثليين في البلاد. بعد أول مسيرة فخر للمثليين في سبليت في عام 2011 حاول بعض رجال الدين الكاثوليك شرح وتبرير العنف الذي وقع أثناء مسيرة الكبرياء. جادل الدكتور أدلبرت ريبيتش بأن المتظاهرين المصابين «حصلوا على ما يستحقونه». في هذه الأثناء، دعا أنتي ماتيلجان، الأستاذ في كلية اللاهوت الكاثوليكي، علناً إلى إعدام المتظاهرين من مجتمع المثليين.
كما انخرطت الكنيسة الكاثوليكية على المستوى السياسي، لا سيما في توفير الدعم العام والصوتي لاستفتاء عام 2013 لتحديد الزواج في كرواتيا (وبالتالي تعزيز الحظر القائم على زواج المثليين). شاركت بفعالية في جمع التواقيع على الالتماس لإجبار تغيير دستوري. شجع الكاردينال يوسيب بوزانيتش على دعم التعديل الدستوري المقترح في خطاب تلاه في جميع الكنائس حيث ذكر زواج المغايرين بأنه الاتحاد الوحيد القادر على إنجاب الأطفال بيولوجيًا، وبالتالي يستحق الاعتراف به.
كانت مجموعة محافظة «باسم العائلة»، التي تشكلت في عام 2013، هي البادئ في استفتاء عام 2013. تعارض المجموعة وواج المثليين، وأي شكل آخر من أشكال الاعتراف القانوني بالعلاقات المثلية. عارض أبرز أعضاء المجموعة، جيلكا ماركيتش، قانون شراكة الحياة زاعما أنه زواج المثليين تحت اسم مختلف، وبالتالي انتهاك للدستور. وقالت إن مؤسسة «الوصاية على طفل الشريك» أثبتت أنها أكثر إشكالية بموجب القانون. رد وزير الإدارة، أرسين باوكورد على ذلك بأن الحكومة لن تغير القانون حول هذه النقطة، مع تذكيره بأن المحكمة الدستورية قد أوضحت أن تعريف الزواج على أنه اتحاد بين رجل وامرأة في الدستور يجب ألا يكون له أي آثار سلبية على أي قوانين مستقبلية بشأن الاعتراف القانوني بالعلاقات المثلية (إن لم يكن الزواج).

## سياحة المثليين
كرواتيا هي مركز سياحي رئيسي. حوالي 200,000 سائح من محتمع المثلييت يزورون كرواتيا سنويا. يتم الإعلان عن الوجهات مثل دوبروفنيك وخفار وراب وكرك وروفين ورييكا وزغرب على أنها صديقة للمثليين.
كانت مدينة راب وجهة شهيرة بين السياح المثليين منذ الثمانينات، وفي عام 2011 أصبحت رسميا أول وجهة ملائمة للمثليين تعلن عن نفسها على هذا النحو في كرواتيا. قال مدير مجلس راب للسياحة نيديليكو ميكيلتش: «شعارنا هو -الجزيرة السعيدة، ورسالتنا هي السعادة والتشبث بالأيدي، لذلك لا تتردد في حمل يديك سواء كنتما زوجين مثليين، زوجين مغايرين، أم وابنها، زوجين في الحب، لن يحدث أي شيء سلبي في هذه الجزيرة ، وستكون سعيدًا.» في يوليو 2008، تزوج زوجان مثليان من أمريكا الجنوبية في خفار. في يونيو 2012، رحب وزير السياحة الكرواتي فيلكو أوستجيتش بجميع السياح المثليين إلى كرواتيا، وأيد فخر سبليت.
يوجد على موقع «مؤسسة سياحة المثليين الأوروبية» أكثر من 50 من الفنادق والوجهات الصديقة للمثليين جنسيًا في كرواتيا.

## ملخص
| قانونية النشاط الجنسي المثلي                                                             | (قانوني منذ عام 1977)                            |
| المساواة في السن القانوني للنشاط الجنسي                                                  | (قانوني منذ عام 1998)                            |
| قوانين مكافحة التمييز في التوظيف                                                         | (منذ عام 2003)                                   |
| قوانين مكافحة التمييز في توفير السلع والخدمات                                            | (منذ عام 2003)                                   |
| قوانين مكافحة التمييز في جميع المجالات الأخرى (تتضمن التمييز غير المباشر، خطاب الكراهية) | Yes                                              |
| زواج المثليين                                                                            | (حظر زواج المثليين منذ 2013)                     |
| الاعتراف القانوني بالعلاقات المثلية                                                      | (منذ عام 2003، شراكة الحياة منذ عام 2014)        |
| السماح للشخص العازب بالتبني بغض النظر عن توجهه الجنسي                                    | Yes                                              |
| تبني أحد الشريكين للطفل البيولوجي للشريك الآخر                                           | (الوصاية على طفل الشريك منذ عام 2014)            |
| التبني المشترك للأزواج المثليين                                                          | No                                               |
| يسمح للمثليين والمثليات الخدمة علناً في القوات المسلحة                                    | Yes                                              |
| الحق بتغيير الجنس القانوني                                                               | Yes                                              |
| علاج التحويل محظور على القاصرين                                                          | No                                               |
| الحصول على أطفال أنابيب للمثليات                                                         | [ 145 ]                                          |
| الأمومة التلقائية للطفل بعد الولادة                                                      | No                                               |
| تأجير الأرحام التجاري للأزواج المثليين من الذكور                                         | (محظور لجميع الأزواج بغض النظر عن التوجه الجنسي) |
| السماح للرجال الذين مارسوا الجنس الشرجي بالتبرع بالدم                                    | No                                               |